# Acidente do Boeing B-17 em 2019
Em 2 de outubro de 2019, um Boeing B-17 Flying Fortress da Fundação Collings caiu no Aeroporto Internacional Bradley, em Windsor Locks, Connecticut, Estados Unidos. Sete das treze pessoas a bordo morreram e as outras seis, bem como uma pessoa no solo, ficaram feridas. A aeronave foi destruída por um incêndio, restando apenas a cauda e uma parte de uma asa.

## Aeronave

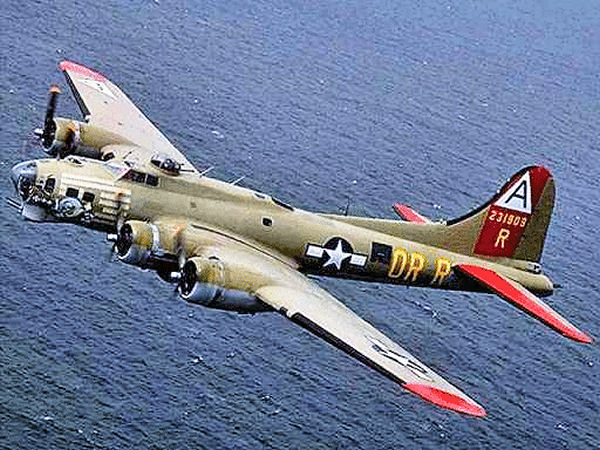
A aeronae envolvida, pintado como Nine-O-Nine

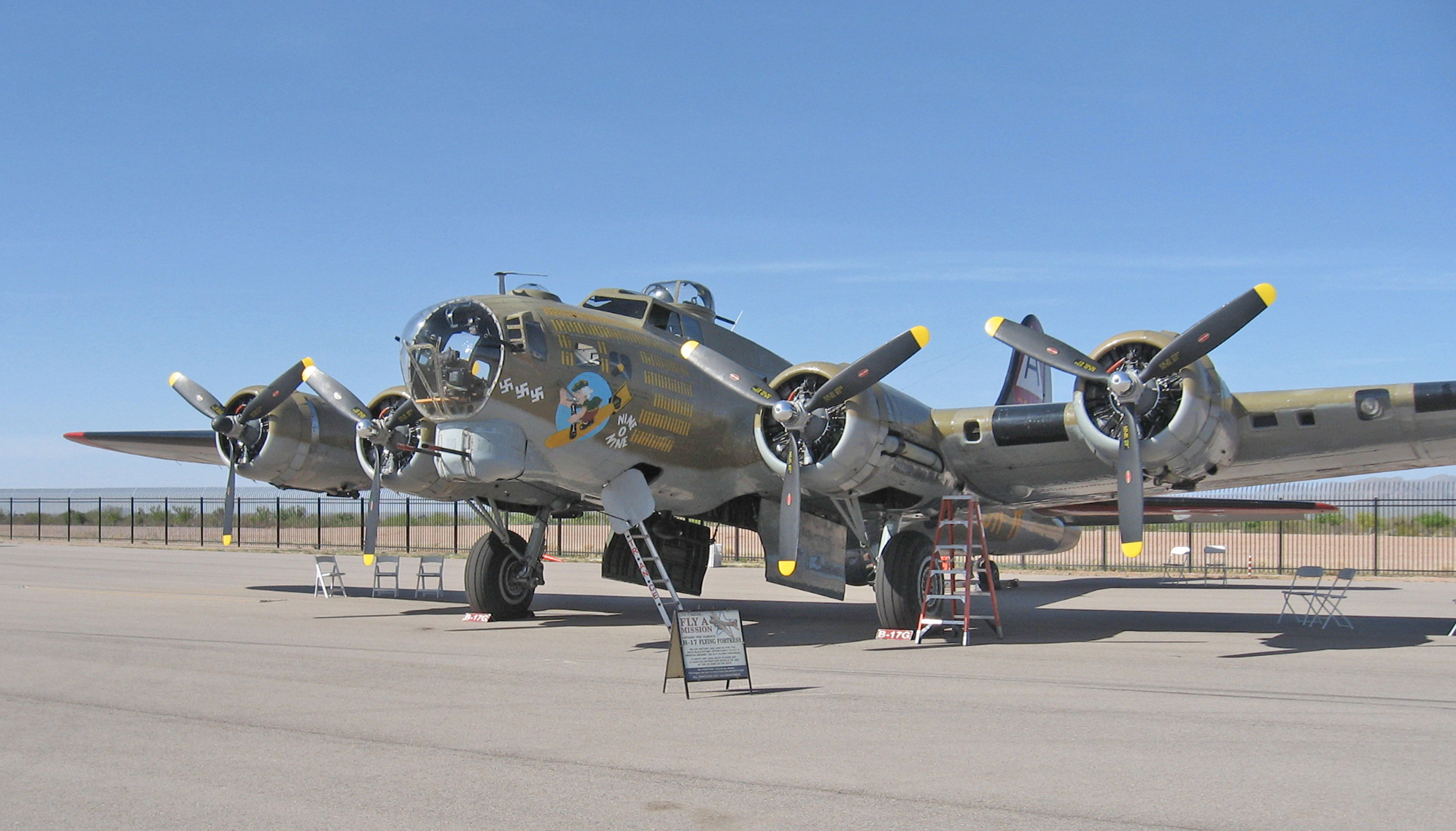
O Nine-O-Nine da Fundação Collings, em Marana, Arizona, em 15 de abril de 2011

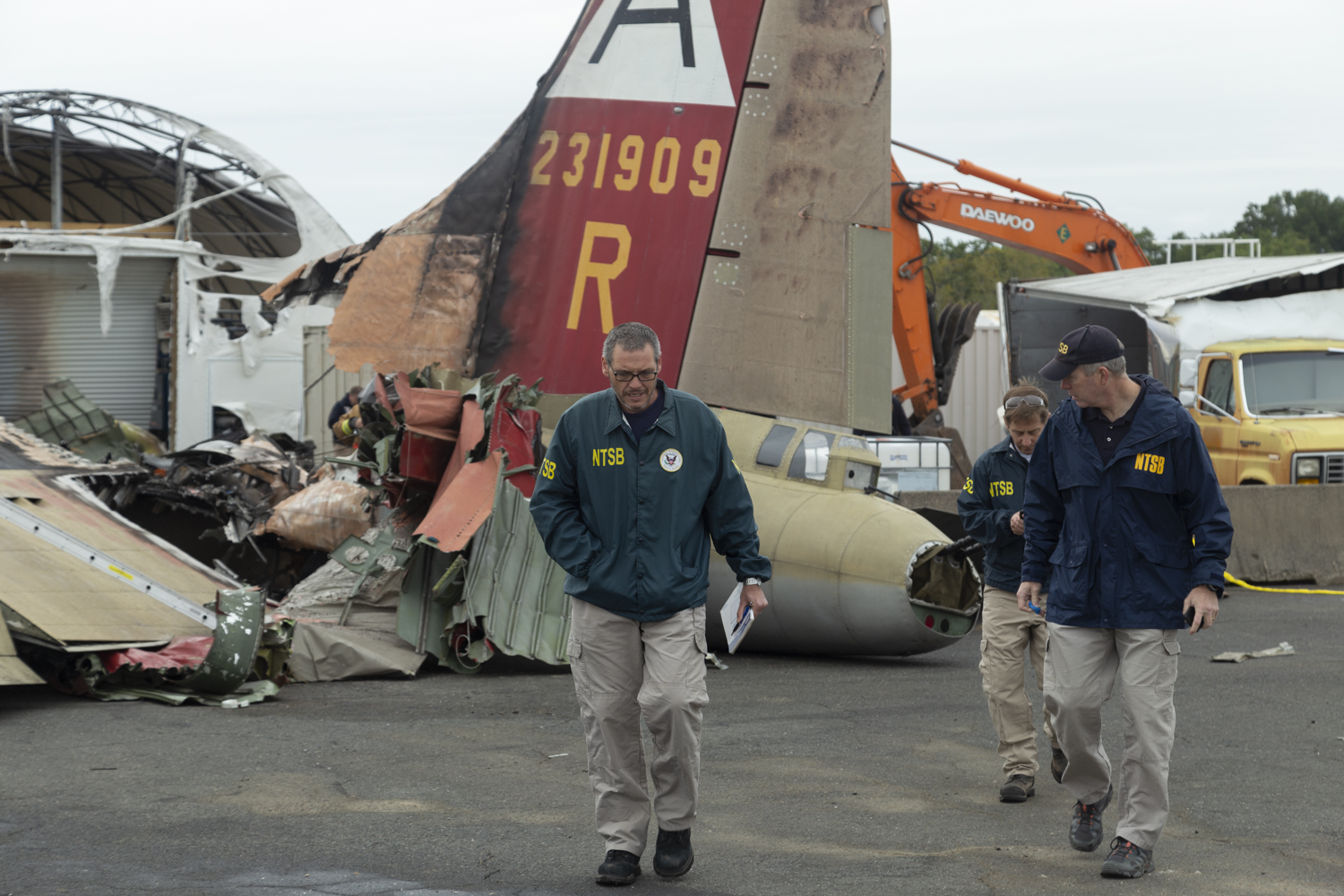
Investigadores do NTSB no local do acidente em 3 de outubro

A aeronave era um Boeing B-17 Flying Fortress de 74 anos, com número de série militar 44-83575 (variante B-17G-85-DL) com prefixo N93012. A aeronave foi pintada para representar um B-17G diferente, o 91º Grupo de Bombardeio Nine-O-Nine, com número de série militar 42-31909, que foi retirado de serviço logo após a Segunda Guerra Mundial em Kingman, Arizona. Durante sua carreira militar original, operou como uma aeronave de resgate marítimo até 1952, quando foi realocada para o Centro de Armas Nucleares da Força Aérea para uso como um espécime em testes de armas nucleares. Nessa função, ele foi submetido a três explosões nucleares como parte da Operação Tumbler–Snapper. A aeronave foi comprada como sucata em 1965 por um preço de US$ 269 (equivalente a $ 2.182 em 2019). Estando em condições relativamente boas, foi restaurado à condição de aeronavegabilidade para uso como extinguidor aéreo de incêndios ao longo de dez anos, entrando ao serviço civil em 1977.
Após a liquidação do seu operador em 1985, a aeronave foi adquirida pela Fundação Collings em janeiro de 1986,  restaurado à sua configuração de 1945, e o N93012 estava voando como Nine-O-Nine em agosto de 1986. Enquanto voava pela Fundação Collings, ele esteve envolvido em dois acidentes anteriores: em 23 de agosto de 1987, ele saiu da pista ao pousar no Aeroporto do Condado de Beaver, próximo à Pittsburgh, na Pensilvânia, e em 9 de julho de 1995, foi danificado ao pousar no Aeroporto Regional de Norfolk em Norfolk, Nebraska, como resultado de um defeito no trem de pouso.
O acidente e o posterior incêndio destruíram a maior parte da aeronave. Apenas a asa esquerda e parte da cauda restaram.

## Acidente
O voo da "história viva" atrasou 40 minutos devido à dificuldade de dar partida em um dos quatro motores. O piloto desligou os outros três motores e usou uma lata de spray para "soprar a umidade" do motor que empacou. A aeronave decolou do Aeroporto Internacional de Bradley às 09:48, horário local. Transportava três tripulantes e dez passageiros. Uma testemunha relatou que um motor estava crepitando e soltando fumaça. Às 09:50, dois minutos após a descolagem, o piloto informou pelo rádio que havia um problema com o número do motor 4. A torre de controle desviou outros aviões na área para o B-17 realizar um pouso de emergência.
A aeronave desceu, tocou 300 metros antes da pista, cortou o conjunto de antenas do sistema de pouso por instrumentos, desviou para a direita fora da pista em uma área gramada e uma taxiway em seguida, colidiu com uma instalação de degelo às 9:54, explodindo em chamas.
Sete ocupantes morreram e os seis restantes ficaram gravemente feridos o suficiente para serem levados ao hospital, incluindo um que foi transportado por helicóptero. Entre os mortos estavam o piloto e o copiloto, com 75 e 71 anos, respectivamente. Uma pessoa no solo ficou ferida. O aeroporto foi fechada por 3 horas e meia após o acidente.

## Resgate
Um dos passageiros da aeronave conseguiu abrir uma escotilha de escape após o acidente, apesar de ter um braço e clavícula quebrados. Um funcionário do aeroporto, que estava trabalhando no prédio em que a aeronave havia caído, correu para os destroços para ajudar a retirar os passageiros feridos da aeronave em chamas. O funcionário sofreu queimaduras graves nas mãos e nos braços e foi levado de ambulância ao hospital. O trabalhador da construção civil Robert Bullock estava trabalhando nas proximidades do aeroporto quando ouviu a explosão e sentiu o calor. Ao ouvir gritos de socorro, o ex-bombeiro escalou uma cerca de arame farpado e começou a ajudar as vítimas. Ele aplicou um torniquete em um paciente e depois mudou para outros serviços de emergência médica chegarem. Bullock parecia ileso durante seu resgate heroico. Vários aviões no pátio de aeronaves contataram a torre de controle imediatamente após o acidente, ajudando a acelerar os esforços de resgate. Os controladores de tráfego aéreo contataram o pessoal de resgate e bombeiros do aeroporto, bem como o transporte aeromédico. O aeroporto foi fechado para permitir acesso irrestrito ao local do acidente e começou a desviar os voos de chegada.

## Investigação
O Conselho Nacional de Segurança nos Transportes (NTSB) abriu uma investigação sobre o acidente. Um "time go" foi despachado para o Aeroporto Internacional de Bradley, liderado por Jennifer Homendy. O NTSB removeu alguns destroços para seu laboratório para análise posterior, completando as operações no local em 8 de outubro.
O NTSB emitiu seu relatório preliminar em 15 de outubro de 2019. O combustível recuperado dos tanques para o motor nº 3 parecia livre de contaminação de água e detritos e era consistente com 1000LL avgas em cheiro e aparência. O caminhão de combustível que reabasteceu a aeronave com 160 galões de 100LL antes do voo foi colocado em quarentena, mas o NTSB não encontrou anomalias em seu fornecimento de combustível ou equipamento, e nenhum problema de motor foi relatado pelos pilotos de outras aeronaves reabastecidas com o mesmo caminhão antes ou depois da aeronave do acidente. Durante o voo, o piloto relatou que o motor nº 4 tinha um "defeito áspero" referindo-se a um magneto naquele motor. O NTSB relatou que as pás da hélice do motor n° 3 foram perto da posição embandeirada. A aeronave havia pousado com os flaps estendidos e o trem de pouso baixado.
Em março de 2020, a FAA suspendeu as operações da Fundação Collings para transportar passageiros, citando inúmeras preocupações de segurança e observando que permitir os passageiros "afetaria adversamente a segurança". Os investigadores encontraram deficiências substanciais nas práticas de segurança da fundação: o pessoal-chave ignorava o programa de manutenção da organização e "informações básicas relativas às operações". O magneto esquerdo do motor nº 4 foi uma "gambiarra" com o fio de segurança e estava inoperante, enquanto o magneto certo produziu uma faísca fraca ou nenhuma faísca em quatro dos nove cilindros que deveria disparar. Todas as velas de ignição nos motores n° 3 e n° 4 estavam com limpeza inadequada e necessária, sendo encontradas evidências de detonação. A inspeção do motor nº 3 também revelou problemas com os cilindros.

## Consequências
Em junho de 2020, as famílias de três das vítimas mortas e cinco feridas entraram com um processo por homicídio culposo contra a Fundação Collings. O processo alegou que a Fundação Collings falhou em tomar as precauções de segurança necessárias para o voo de passageiros.

Um sumário atualizado do NTSB contendo detalhes da investigação, testemunhos, mídia e relatórios médicos foi lançado em 9 de dezembro de 2020. O relatório final do NTSB ainda não foi aprovado ou divulgado.